# Evarcha coreana
Evarcha coreana là một loài nhện trong họ Salticidae.
Loài này thuộc chi Evarcha. Evarcha coreana được Seo miêu tả năm 1988.